# بهجت بن محمود جنيد
بهجت بن محمود بن جنيد (1950 - 23 يناير 2025) تربوي سعودي بارز، وصاحب مسيرة مهنية امتدَّت لعقود تقَّلد فيها عددًا من المناصب بداية من معلِّم ووصولًا إلى مدير عام للتعليم بمنطقة المدينة المنوَّرة. وهو شقيق الدكتور يحيى محمود بن جنيد.

## ولادته وتحصيله
وُلد بهجت بن محمود بن زين الدين بن جُنَيد في مكة المكرَّمة، عام 1950. وينتمي لأسرة آل جنيد بن فيض العبَّاسي الهاشمي من المدينة المنوَّرة. حصل على شهادة الثانوية في مدينة الطائف، ثم انتقل الى الرياض لإكمال دراسته الجامعية، فحصل على شهادة (بكالوريوس) من جامعة الرياض في تخصُّص التربية عام 1974. 
ثم تابع دراسته العليا فنال شهادة (ماجستير) في تخصُّص الإدارة التربوية والتخطيط عام 1980 من جامعة كولورادو بولدر بالولايات المتحدة. وشهادة (دكتوراه) في تخصُّص العلوم الإنسانية والاجتماعية من جامعة الإمام محمد بن سعود الإسلامية عام 2004.

## وظائفه وأعماله
بدأ بهجت حياته المهنية معلِّمًا، ثم تقلَّد عدَّة مناصب إدارية في التعليم، فشغل منصب مدير لثانوية الحوية، فمدير لمدارس العيئة الملكية في ينبع، ثم عُيِّن مديرًا عامًّا لتعليم العُلا. وفي المدينة المنوَّرة تولَّى عدَّة مناصب منها مساعد مدير التعليم، ومساعد الشؤون الفنية، قبل أن يُعيَّن مديرًا عامًّا للتعليم في منطقة المدينة المنوَّرة عام 1994، واستمرَّ في المنصب حتى تقاعده عام 2009.
بعد تقاعده عمل مستشارًا لمدير جامعة طيبة، وأمينًا عامًّا لمؤسسة المدينة المنورة لتنمية المجتمع، وعضوًا في مجلس أمناء المؤسسة، وأسَّس مكتبًا للاستشارات التعليمية والتربوية.

## إسهامه في التعليم
كان للدكتور بهجت العديدُ من الإسهامات التربوية والتعليمية، مثل تطوير المناهج التعليمية التي عمل على إدخال تقنيات التعليم الحديثة عليها، مع الاهتمام بتعزيز التفكير النقدي لدى الطلَّاب، وتطوير برامج تدريب المعلِّمين والبنية التحتية للمدارس. واهتم أيضًا ببناء مدارسَ جديدة لتلبية احتياجات التوسُّع السكَّاني وحرَصَ على توفير بيئة تعليمية مثالية تشمل المعامل المجهَّزة والمكتبات الحديثة، وتشجيع الأنشطة الطلَّابية. وأكد أن التعليم لا يقتصر على الفصول الدراسية فقط، لذا أطلق مبادرات تهدف إلى تعزيز الأنشطة الثقافية والرياضية والفنية للطلَّاب، مما أسهم في صقل مهاراتهم الشخصية وإلهام الأجيال، ودعم العديد من المبادرات التي تسعى إلى اكتشاف المواهب الطلَّابية وتنميتها.

## وفاته
توفي بهجت بن محمود بن جنيد في المدينة المنوَّرة، يوم الخميس 23 رجب 1446هـ الموافق 23 يناير (كانون الثاني) 2025م، عن عمر ناهز خمسًا وسبعين سنة.

## روابط خارجية
- السيرة الذاتية (بهجت جنيد) مرصد الخبراء.
- مآثر ورثاء في فقد رمز وركن التربية والتعليم في طيبة الطيبة الدكتور بهجت بن محمود جنيد رحمه الله بقلم الدكتور خالد بن محمد العلمي صحيفة عيون الالكترونية الاثنين 2025-01-27.